# Vega de Doña Olimpa
Vega de Doña Olimpa és un llogarret de la província de Palència (Castella i Lleó). Pertany al municipi de Saldaña (a 13 km).

## Geografia i població
La localitat està situada a la meitat Nord de la província. La distància a la capital provincia és de 66 km.
La seva població era de 56 habitants l'any 2006.

## Economia
Agricultura, ramaderia. Compta amb potencialitats turístiques encara no explotades.

## Història
La primera notícia històrica de la localitat és segle xii, quan Gómez Ruiz de Manzanedo va vendre a D. Gómez Díaz de Villageva totes les seves propietats de Boadilla del Camino i de "Vega de Doña Limpia", amb solariegos, vassalls i cases, per "cuatro mil maravedís buenos y derechos de los dineros prietos a razón de cinco sueldos cada maravedí".
L'any 1142 el rei Alfons VII i la seva dona Berenguera. El document que ens dona notícia del fet diu: "Facta carta Vege de domna Limpa. Era M C LXXX anno VIII mei imperii".
L'any 1213 el magnat Gonzalo Ruiz Girón, que s'havia quedat vidu, es casà novament amb Marquesa Pérez, cuya escritura de arras otorgó el 13 de mayo de 1213 entregando la mitad de lo que tenía en Cisneros, Pozuelos, Baquerín, Petilla, Vega de Doña Olimpa, Quintanilla de Onsoña, Espinosa i Valdetrigueros.
A finals del segle xiii, el 1281, Don Gonzalo Gómez, fill de Gómez Ruiz de Manzanedo, donà a la seva dona Doña Sancha Ibáñez, entre altres béns, que li pertanyien a Polvorosa, Santillán i Arenillas de Nuño Pérez, a canvi de Vega de Doña Olimpa, que anteriorment havia pignorat el seu germà Juan Gómez.
L'any 1324 l'Hospital de la Herrada, situat a Carrión de los Condes, donà a la localitat una carta de furs basada en el fur de Carrión. A mitjans del segle xiv, segons el Becerro de las Behetrías de Castilla, Vega, pertanyia al domini senyorial de l'Hospital de la Herrada i formava part de la merindad de Saldaña.
A mitjans del segle xviii, segons el Cadastre de l'Ensenada, Vega estava governada per un regidor pedáneo.
Vega va formar part del municipi del mateix nom, propi i del qual era capçalera, que comprenia també els llogarrets de Renedo del Monte, Valenoso i Villanueva del Monte, fins a 1976. I a efectes d'administració eclesiàstica, va formar part de la diòcesi de Lleó fins a 1956, any en el qual passà a la de Palència. L'antic terme municipal de Vega de Doña Olimpa era de 38 km².

## Festes i cultura tradicional
- Sant Isidre, 15 de maig
- Sant Bernabé, 11 de juny
- Sant Cristòfor, 10 de juliol.

Processó de Mare de Déu de Castarreño, amb el pobles de Valenoso, Renedo del Monte i Villanueva del Monte.